# Brachyxenia scutifera
Brachyxenia scutifera är en insektsart som först beskrevs av Walker, F. 1870.  Brachyxenia scutifera ingår i släktet Brachyxenia och familjen gräshoppor. Inga underarter finns listade i Catalogue of Life.